# Гарешница
Гарешница (хорв. Garešnica) — город в Хорватии, в центральной части страны, в Беловарско-Билогорской жупании. Население — 4 252 чел. в городе и 11 630 человек во всей общине (2001), 82 % — хорваты.
Гарешница находится на равнинной местности к северу от Савы. К западу от города протянулась цепь холмов Мославинско Горье.
В 20 километрах к юго-западу находится город Кутина, в 30 километрах к западу — Дарувар, в 40 километрах к северу столица провинции Бьеловар. Город соединён автодорогами с Кутиной и Даруваром. Ещё одна дорога ведёт на северо-запад в сторону городов Чазма и Врбовец.
Название города происходит от слова «Gar», то есть «гарь».
В Гарешнице есть несколько промышленных предприятий, к югу от города расположено несколько больших рыбоводных прудов. В окрестностях Гарешницы много виноградников.
Гарешница впервые упомянута в 1334 году. Во время турецкой оккупации в XVI веке город был полностью покинут жителями, после освобождения от турок и перехода под австрийское господство отстроен заново. В 1752 году построена приходская церковь св. Марии. Неподалёку от Гарешницы расположен холм Гарич, на вершине которого сохранились руины древнего хорватского города Гарич, игравшего большую роль в хорватской истории, а в местном монастыре было похоронено множество известных людей.

## Известные уроженцы
- Славко Колар (1891—1963) — хорватский прозаик, драматург и сценарист.
- Иво Робич (1923—2000) — композитор, певец и поэт